# Bomas
Bomas is een bestuurslaag in het regentschap Solok Selatan van de provincie West-Sumatra, Indonesië. Bomas telt 2906 inwoners (volkstelling 2010).